# Décret no 88-1056
Lire en ligne

Sur Légifrance : Texte du décret

Le décret no 88-1056 est un décret en Conseil d'État pris le 14 novembre 1988 sous le gouvernement Rocard 2, pour l'exécution des dispositions du livre II du code du travail (titre III : Hygiène, sécurité et conditions de travail) en ce qui concerne la protection des travailleurs dans les établissements qui mettent en œuvre des courants électriques. Il comprend deux grandes parties comprenant elles-mêmes plusieurs sections.
Il est signé par Michel Rocard, Premier ministre, par Jean-Pierre Soisson, ministre du Travail, de l'Emploi et de la Formation professionnelle, par Henri Nallet, ministre de l'Agriculture et de la Forêt, et par Claude Évin, ministre de la Solidarité, de la Santé, et de la Protection sociale et porte-parole du gouvernement.
Il a été modifié par un décret de 1995.

## Mise en œuvre des installations électriques
- section I : Généralités
- section II : Conditions générales d’installation
- section III : Protection contre les contacts directs
- section IV : Protection contre les contacts indirects
- section V : Protection contre les brûlures incendies et explosions

## Utilisation, exploitation des installations électriques
- section VI : Règles relatives à l’utilisation, la surveillance, l’entretien et la vérification des installations électriques
- section VII : Règles relatives à sa mise en application

## Obsolescence
Ce décret est maintenant complété par différentes séries d'articles du code du travail :
Article R4215-1 et suivants : obligations du maître d'ouvrages / construction ou aménagement de bâtiments destinés à recevoir des travailleurs - conception et réalisation des installations électriques.
Article R4226-1 et suivants : obligations de l'employeur / utilisation des installations électriques des lieux de travail, entretien et évolution des installations.
Article R4544-1 et suivants : prescription de sécurité / opérations sur les ouvrages ou installations électriques ou dans leur voisinage (dont l'habilitation électrique du personnel).